# Municipio de Peters (Kansas)
El municipio de Peters (en inglés: Peters Township) es un municipio ubicado en el condado de Kingman en el estado estadounidense de Kansas. En el año 2010 tenía una población de 123 habitantes y una densidad poblacional de 1,32 personas por km².

## Geografía
El municipio de Peters se encuentra ubicado en las coordenadas 37°30′15″N 98°17′49″O / 37.50417, -98.29694. Según la Oficina del Censo de los Estados Unidos, el municipio tiene una superficie total de 93.32 km², de la cual 93,3 km² corresponden a tierra firme y (0,02 %) 0,02 km² es agua.

## Demografía
Según el censo de 2010, había 123 personas residiendo en el municipio de Peters. La densidad de población era de 1,32 hab./km². De los 123 habitantes, el municipio de Peters estaba compuesto por el 100 % blancos. Del total de la población el 0 % eran hispanos o latinos de cualquier raza.